# Sân bay Oulu
Sân bay Oulu (IATA: OUL, ICAO: EFOU) là một sân bay ở Oulunsalo, Phần Lan, cách Oulu 15 km về phía tây nam. Đây là sân bay tấp nập thứ 2 ở Phần Lan, sau Sân bay Helsinki-Vantaa, với 847.946 lượt khách thông qua năm 2006. Hiện mỗi ngày có hơn 12 chuyến bay đi Helsinki. Sân bay này có đường băng 2501 x 60 m.

## Các hãng hàng không và các tuyến điểm
Nội địa
- Blue1 (Helsinki)
- Finnair (Helsinki, Rovaniemi)
- Wingo xprs
  - Avion Express (Tampere, Turku)

Quốc tế
- AirBaltic (Riga)